# Trochosa alboguttulata
Trochosa alboguttulata este o specie de păianjeni din genul Trochosa, familia Lycosidae. A fost descrisă pentru prima dată de L. Koch, 1878.
Este endemică în Queensland. Conform Catalogue of Life specia Trochosa alboguttulata nu are subspecii cunoscute.